# Ichijō Kanesada
Ichijō Kanesada (jap. 一条 兼定; * 1543; † 27. Juli 1585 jap. Kalender: 天正 13/7/1) war ein Spross der Tosa-Ichijō, einer hochadligen go-sekke-Familie, von Kujō Michiie abstammend. Er verlor die Herrschaft über die Provinz Tosa, die sein Familienzweig seit 1470 innegehabt hatte.

## Lebensweg
Ichijō Kanesada, dessen Geburtsname Machiyo (万千代) lautete, war ein Sohn von Ichijō Fusamoto, seine Mutter war eine Tochter von Ōtomo Yoshinori (大友 義鑑). Nominell war er von 1549 – nach dem Selbstmord seines Vaters – Oberhaupt der Tosa-Ichijō, die Vormundschaft über den 7-jährigen hatte sein Pflegevater Ichijō Fusamichi.
Seine Hauptfrau seit 1558 war eine Tochter von Utsunomiya Toyotsuna (宇都宮 豊綱), des Daimyō von Iyo. Als Nebenfrau war er seit 1564 mit einer Tochter des Ōtomo Yoshishige verheiratet. Bei Hofe hatte er den folgenden dritten Hofrang und die Stellung eines Gon-Chūnagon. Mit dem Stammhaus in der Hauptstadt überwarf er sich 1568.
Er schaffte sich durch sein übles Benehmen und einen Hang zur Grausamkeit viel Feinde, auch unter seinen Vasallen (kerai). Der relativ hochstehende Chōsokabe Motochika war etwa ab 1568 einer der ersten, der sich auflehnte und einen großen Teil der Provinz unter seine Herrschaft brachte.
Kanesada musste 1573 schließlich ins Bungo fliehen. Ein weiterer Angriff Chōsokabes 1574 zwang Kanesada sich zur Unterstützung auf seinen Neffen Ōtomo Sōrin zu verlassen. Er ließ sich 1575 als „Paul“ taufen. Es ist gesagt worden, er sei nur Christ geworden, um sich weiter Unterstützung zu sichern. Der Versuch seine Ländereien zurückzugewinnen scheiterte endgültig mit der schweren Niederlage am Shimantogawa, da auch Ōtomo wenig Sinn in weiteren Angriffen sah, stattdessen exilierte er Kanesada auf die Insel Kōjima in der Provinz Iyo.
Als Chōsokabe bald darauf die Oberhoheit über Iyo gewann, ließ er Kanesada zunächst unbehelligt, war jedoch die Person im Hintergrund als Kanesada von seinem Diener Irie Sakon-tayū gemeuchelt wurde.
Der Sohn Kanesadas Ichijō Uchimasa (一條 内正; 1560–1580) heiratete eine Tochter von Chōsokabe Motochika, der ihn zum Tosa no kokushi ernannte, ohne jedoch die tatsächliche Macht abzugeben. Als Uchimasa sich gegen seinen Schwiegervater erhob, kam es zur Schlacht, die er verlor. Er wurde im Exil vergiftet.